# Brachyuromys ramirohitra
Brachyuromys ramirohitra és una espècie de mamífer rosegador de la família dels nesòmids. És endèmic de l'est de Madagascar, on viu a altituds d'entre 900 i 1.960 msnm. El seu hàbitat natural són els boscos montans i esclerofil·les. Està amenaçat per la destrucció del seu medi provocada pels incendis forestals i l'expansió dels camps de conreu. El seu nom específic, ramirohitra, significa ‘tipus rata’ en malgaix.